# 墨西哥粗背杜父魚
墨西哥粗背杜父魚，為輻鰭魚綱鮋形目杜父魚亞目杜父魚科的其中一種，為溫帶海水魚，分布於東太平洋區，從加拿大卑詩省至墨西哥下加利福尼亞半島南部海域，棲息深度可達142公尺，體長可達23公分，棲息在砂泥底質底層海域，以甲殼類等為食，生活習性不明，可作為觀賞魚。